# Šikara
Šikara (serbokroatisch-kyrillisch Шикара) ist ein Ort im Kanton Tuzla im Nordosten des südosteuropäischen Bundesstaates Bosnien und Herzegowina. Šikara gehört zur Gemeinde Tuzla.

## Geographie
Šikara liegt in den Hügeln etwa 5 km nordwestlich vom Stadtzentrum von Tuzla, an der Straße M112 zwischen Rapače südöstlich und Lipnica nordöstlich. Östlich liegt Donja Lipnica, direkt westlich Ljepunice.
Der Ort gehört zur Mjesna zajednica (Ortsverband) Lipnica und darin zum Naseljeno mjesto (Ortschaft) Lipnica.

## Bevölkerung
Der Ort hat etwa 35 Einwohner in 15 Häusern.
Diese Gegend um Tuzla ist überwiegend mehrheitlich kroatisch.

## Geschichte und Infrastruktur
Šikara bedeutet in den Landessprachen „Dickicht“.
Die Gegend befand sich im Mittelalter in Soli, dem „Vorgänger“ des heutigen Tuzla.

### Pfarrkirche sv. Franje Asiškoga

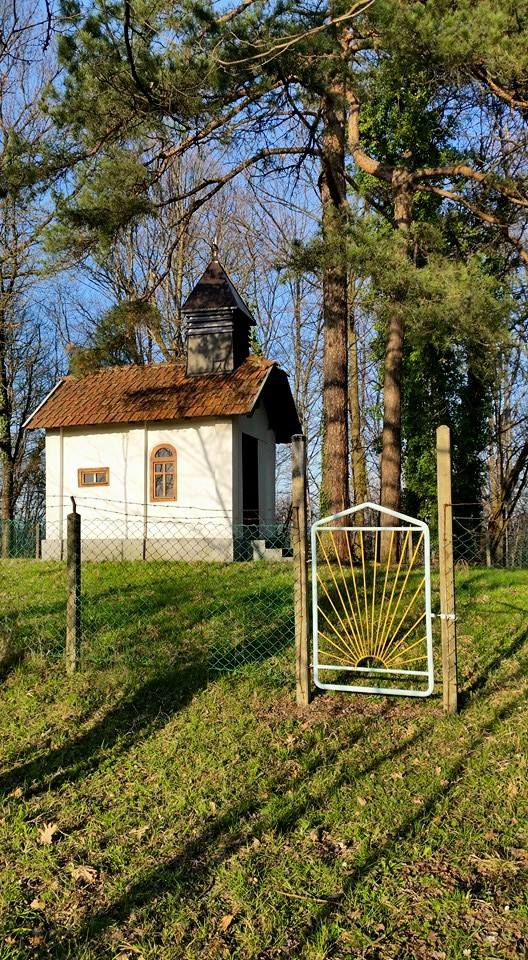
Kapelle

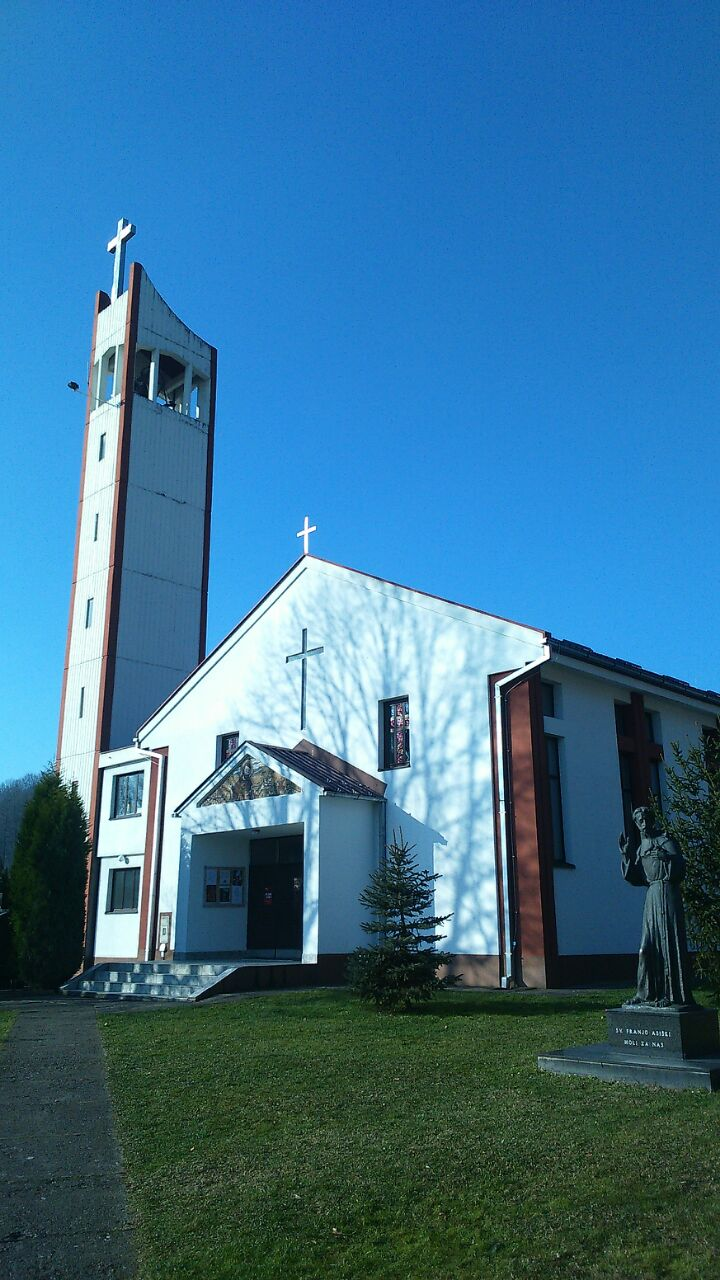
Katholische Kirche in Šikara

In Šikara begann der Bau der katholischen Kirche 1971 nach einem Projekt von D. Antolković. Sie wurde dem hl. Franz von Assisi gewidmet. Die Kirche war anfangs der Pfarrei Tuzla untergeordnet, und wurde 1986 zur Pfarrei erhoben. und gehört zur Franziskanerprovinz Bosna Srebrena und zum Dekanat Tuzla. Das Haus des Priesters wurde in den Jahren 1987 bis 1989 fertiggestellt. Die Pfarrei hatte 1991 4.200 Gläubige, heute sind es 2.300 Gläubige in 925 Familien.  Die folgenden Ortschaften gehören zur Pfarrei Šikara: Šikara, Brgule, Delići, Hudeč, Jasici, Kolona Lipnica, Ljepunice, Matići, Mramor, Pogorioci, Rapače, und Srednja Lipnica. Der Priester der Pfarre Šikara ist Marko Lovrić.